# Рокка-Сан-Джованни
Рокка-Сан-Джованни (итал. Rocca San Giovanni) — коммуна в Италии, расположена в регионе Абруццо, подчиняется административному центру Кьети.
Население составляет 2352 человека, плотность населения составляет 112 чел./км². Занимает площадь 21 км². Почтовый индекс — 66020. Телефонный код — 0872.
Покровителем населённого пункта считается святой апостол Матфей. Праздник ежегодно празднуется 21 сентября.